# Puchar Europy w Biegu na 10 000 metrów 2001
5. Puchar Europy w Biegu na 10 000 metrów – zawody lekkoatletyczne, które odbyły się 7 kwietnia 2001 w Barakaldo.

## Rezultaty

### Mężczyźni
| Konkurencja   | 1. miejsce | Rezultat            | 2. miejsce     | Rezultat            | 3. miejsce      | Rezultat            |
| ------------- | ---------- | ------------------- | -------------- | ------------------- | --------------- | ------------------- |
| Indywidualnie | José Ríos  | 27:49,35            | Hélder Ornelas | 28:01,94            | Kamiel Maase    | 28:02,37            |
| Drużynowo     | Hiszpania  | 1:24:32,03 (15 pkt) | Portugalia     | 1:26:16,19 (37 pkt) | Wielka Brytania | 1:26:27,61 (45 pkt) |

### Kobiety
| Konkurencja   | 1. miejsce      | Rezultat            | 2. miejsce       | Rezultat            | 3. miejsce  | Rezultat            |
| ------------- | --------------- | ------------------- | ---------------- | ------------------- | ----------- | ------------------- |
| Indywidualnie | Paula Radcliffe | 30:55,80            | Irina Mikitienko | 31:29,55            | Mónica Rosa | 32:22,25            |
| Drużynowo     | Hiszpania       | 1:37:41,97 (20 pkt) | Wielka Brytania  | 1:38:41,17 (38 pkt) | Portugalia  | 1:39:00,62 (29 pkt) |